# Nageia flagelliformis
Nageia flagelliformis är en barrträdart som först beskrevs av Élie Abel Carrière, och fick sitt nu gällande namn av Carl Ernst Otto Kuntze. Nageia flagelliformis ingår i släktet Nageia och familjen Podocarpaceae. Inga underarter finns listade i Catalogue of Life.